# Ваздухопловна команда српске војске (Краљевине Србије)
Пратећи трендове модерних армија, крајем XIX века, у Србији је почело да се размишљањем о увођењу осматрачких балона у Оружане снаге војске Краљевине Србије. Капетан Косте Милетић заврсио је 1902. године школовање у Русији, да у ваздухопловно-техничкој школи код Петрограда изучи техничке аспекте у вези са коришћењем балона, и тако постао први ваздухопловни официр у српској војсци. По повратку из Русије он је настојао да се формира једно ваздухопловно одељење али није наишао на разумевање надређених. Будући догађаји указали су на потребу постојања ваздухопловних јединица у војсци. Непосредно пред балканске ратове, упућена је на школовање прва класа српских пилота - поручници Милош Илић и Јован Југовић , потпоручник Живојин Станковић, наредник Михајло Петровић и поднаредници Миодраг Томић и Војислав Новичић .
Они су се обучавали у пилотској школи у градићу Етамп код Париза од 21. маја - 8. септембра 1912. године, где су успешно савладали летачку обуку и добили звања пилота. Потом, је у јесен 1912, Србија наручила 8 авиона, три " блерио ", три „фарман“ и два авиона " депардисена“, за своју војску .
Министар војни, војвода Радомир Путник , 24. децембра 1912. године доноси решење, којим се установљава Ваздухопловна команда и то само 9 година од првог успешног лета баће Рајт 1903. год. У њен састав су ушли:
- Голубија пошта ,
- Балонско одељење ,
- Водоничка централа и
- Аеропланско одељење[3].

Због свог значаја Ваздухопловна команда је била непосредно потчињена Штабу Врховне команде. За првог команданта Ваздухопловне команде и аеропланске ескадриле постављен је мајор Коста Милетић. Као база новоформираног састава одређен је аеродром у Нишу. Аеродром је уређен на Трупалском пољу , недалеко од железничке станице Топоница , Преко које је вршен превоз авиона, горива и осталог материјала потребног ваздухопловцима. Краљевина Србија сврстава се међу првих петнаест земаља у свету по стварању војне авијације. Први је завршио обуку наредник Михајло Петровић, који је пилотску лиценцу ФАИ са бројем 979, добио 2. августа, тај дан се узима за славу ваздухопловаца.

### Команданти ваздухопловне команде
- Коста Милетић
- Јован Југовић
- Петар Мирковић

## Голубија пошта
Капетан српске војске Коста Милетић, је 1908. године, израдио пројекат и правила и основао прву српску станицу голубије поште у Медошевцу код Ниша. Током школовања у Русији, капетан Коста Милетић, управљао је балоном на маневрима Кијевске армије, остварио висину од 1100м и долет од 180 км, и слао извештаје по голубовима писмоношама. На конкурсу расписаном 29. новембра 1900. г. , за упућивање на Школовање у ваздухопловну школу у Русију , Изабран је инжењеријски поручник Коста Милетић. На је боравио у Русији од 13. фебруара 1901. Уради 12. новембра 1902. г, од тога годину дана у Техничкој школи у ваздухопловној Волкову Пољу код Санкт Петербурга, а 6 месеци у метеоролошком одељењу сам голубијој станици, при истој школи. По повратку у Србију приступило се изради правила голубије поште, организацији мреже станица и изради самих станица. После мајског преврата, пројекат је остао да лежи у Министарству војном све до 1905. г. , када је на састанцима поосебне комисије, од 22. фебруара уради 21. марта, израђен " програм наоружања наше војске инжењеријском спремом ". По том програму требало је устројити Ваздухопловну команду од три балонска одељења. Голубију пошту са једном централном станицом. Пре него што су реализоване прве ваздухопловне набавке, за време Анексионе Кризе 1908. Године, на паробродској станици у Обреновцу је заплењена једна корпа са 17 голубова писмоноша , коју су Аустроугарски шпијуни пренели у Србију.
Тадашњи српски министар војни ђенерал Степа Степановић, упутио је октобра 1908. Г. капетана Косту Милетића да прими ове голубове. Али када је утврдио да су ови голубови већином из војних Аустроугарских голубијих станица ( Петроварадина , Коморана и Пеште), наредио му је да одштампа већ раније израђена Правила голубије Поште и сам да одмах реализује пројекат подизања Голубије Станице у Нишу. Доцније је ухваћено још неколико голубова из разних Аустроугарских голубијих станица. Указом од 26. новембра 1908. је установљена Голубија пошта ,1. децембра министар војни наредио је да се у Нишу устроји Станица III реда Голубије Поште која је почела да ради 14. децембра 1908. г. , под командом инжењеријског поручника Лазара Костића, кога је претходно обучио Милетић. Из инжењеријског батаљона придодати су на службу Станици један поднаредник, три војника, једна кола за превоз голубова и један коњ за вучу кола. Следеће, 1909. године, на Трупалском Пољу У близини Ниша, подигнута је нарочита зграда за потребе станице. У приземљу зграде су биле канцеларија, војничка соба, магацин за храну и одељење за болесне голубове, а на спрату су били смештени голубови у три одвојена одељења, жицом. Ухваћени страни голубови су пренети овамо и служили су само за приплод.
Следеће , 1910. Г. , почела је обука са младим голубовима, али како није било покретних голубарника, да се обука голубова у покрету није ни вршила. Голубови из Нишке станице су јуна 1913. године били извежбани за летење из правца Сукова , Ужица и Смедеревске Паланке.
У Пироту, је 1911. Г. , Основана 2. ( Пиротска ) Голубија станица III реда. Први командант, поручник Ђорђе Бошковић, постављен је наређењем ОД 1912. Г 21. маја.Њени Голубови су јуна 1913. Г. увежбани за одржавање везе између штаба у Пироту са утврђењима у околини. Голубарник је био смештен у пиротској касарни.
По пројекту ОД 1913. Г 14. новембра.требало је да Нишка голубија станица, постепеним прираштајем голубова , Постане Станица I реда и истовремено расадник за отале станице. По формацији, било је предвиђено да располаже са два голубарника за по 4 правца и једним голубарником као депоом. По истом пројекту биле су предвиђене Станице II реда, са једним голубарником за 4 правца, једна Станице III реда са једним голубарником за два правца.
- Српска војска током балканских ратова није употребљавала голубију посту, премда су голубови били спремни. После Лазара Костића, на место команданта 1.( Нишке ) голубије станице, постављен је , 30. новембра. 1913. Г. , потпоруцник Велимир Цветковић, њега је 1915. Г 29. маја.сменио потпоруцник Драги Марјановић. Том приликом, нови командир је добио задатак да интензивира обуку голубова писмоноша - .

- Током Првог светског рата коришћена је голубија пошта, бар током 1914. г. Познато је да су јединице Дринског одреда из састава Ужичке војске користили голубове за слање обавештења у команду у Нишу. Нишка ја Пиротска голубија станица Су себи повукле са осталим српским јединицама на Крф. Дуринг 1916. г. , људство ових станица се укључило у реорганизоване формације. Коришћење голубова писмоноша је Било Веома Интензивно на Солунском фронту, нарочито су их користили савезнички обавештајци убачени на окупирану територију.[7]

## Балонско одељење
После повратка у Србију, капетан Коста Милетић распоређен је у Инжињеријско-Техничко одељење Министарства војног. Саставио је Предлог за Формирање Једног балонског одељења, Који је због недовољне заинтересованости надлежних одложен у архиву, да сачека боље дане. Организовао је припреме сам куповину првих балона за Српску војску 1909 године. Формирао је балонско одељење. Летео је првим балоном“, Србија“, одмах после набавке ,19. априла 1909 год. Балонско одељење чинила су два балона.
Током анексионе кризе 1909. , одвојена су за Србију тада нимало занемарљива средства и набављена су у Немачкој два балона : слободно-летећи " Август Ридингер " , који је добио назив " Србија " и везани " Парсевал " , који је добио име - у складу са историјским тренутком " Босна и Херцеговина ". Са државном заставом на корпи балона, балон "Србија" је био први ваздухоплов са српским националним ознакама. Један балон је набављен из Русије.
- У другом балканском рату, балонско одељење додељено је Другој армији српске војске. Командир балонског одељења био је Јован Југовић. Извиђао је непријатељске положаје у Мачви 1914. године, где јс испољио изузетну храброст и пожртвовање извршавајући задатке у условима јаке артиљеријске ватре непријатеља. Извршено је неколико извиђачких летова у околини Пирота.[4][6]
- Балонско одељење, смештено на Бањици у Београду, је од јануара до краја априла 1915. године углавном извршавали извиђачке задатке за потребе Команде одбране Београда.

## Водоничка централа
Водонична централа пуштема је у рад 1913 године, након набавке одговарајуће опреме. Водонична централа набављена је од швајцарске фирме „Ерликен“. Гасна комора је наручена код фирме „Дилман“ у Берлину, а пољски чекрк у Сенкт Петербургу. Та опрема је допремљена у Србију 1909. и 1910.

## Аеропланско одељење
Аеропланско одељење сачињавало је 12 авиона. У дејствима код Скадра, српска команда шаље и "Приморски аероплански одред"(који је сачињавало 4 авиона).
- Први летови извршени су 17. марта 1913 а већ 20. марта пала је и прва жртва у историји српског ваздухопловства, наредник Михајло Петровић. Први успешан борбени лет у Балканском рату су извели пилоти - поручник Живојин Станковић и наредник Миодраг Томић 29. марта 1913. године, када су у ваздуху над Скадром провели 45 минута и са висине од 2.200 метара осматрали турске положаје.[9]
- 12. маја 1913. год расформиран је "Приморски аероплански одред".[4]
- У Другом балканском рату, по наређењу Врховне команде,6.јула 1913, године Ваздухопловна команда је формирала једно аеропланско одељење од три авиона, за потребе Прве армије. Пилоти аеропланског одељења су обавили око 20 летова, а извиђање непријатељских положаја су онемогућавали лоши метеоролошки услови и велика удаљеност објеката извиђања од аеродрома.[4]
- Објава мобилизације, 25. јула 1914. Године, затекла је српско ваздухопловство у веома тешком стању у коме се налазило по завршетку балканских ратова. Због малог броја авиона, балона, летача и других стручњака показало се да је немогуће раздвојено дислоцирање јединица. Зато је 6. августа Ваздухопловној команди наређено да се стави на располагање команданту Треће армије и да запоседне летелиште Дабића поље код Ваљева. Први борбени лет са овог летелишта су већ 13. августа 1914. извели пилот, капетан Живојин Станковић, и извиђач, поручник Војислав Новичић, са авионом „Блерио“ извиђајући непријатељске мостобране на Дрини и Сави у току Церске битке. Ради извиђања подручја будућих операција у Срему је убрзо формирано "Аеропланско одељење Шумадијске дивизије" на челу са пилотом Миодрагом Томићем, које је извршавало извиђачке задатке за потребе Прве армије.
- Први „ваздушни бој“ је забележен, 27. августа 1914 над Мишарска пољем, кад је аустроугарски пилот покушао из пиштоља да обори пилота Миодрага Томића, који је - како није могао да узврати - маневрисањем авиона избегавао куршуме.
- После великих успеха српске војске у Колубарској бици, француска влада доноси одлуку да као помоћ у Србију упути ескадрилу МФ-93 са 12 нових авиона типа „Фарман“. Ова ескадрила је посела ратно летелиште на Бањици са задатком да штити део фронта од Смедерева, дуж Дунава, Саве и Дрине до Лознице. Српски ескадрила се премешта у Пожаревац и покрива део фронта од Смедерева до Голупца. Средином 1915. године у Пожаревцу са радом отпочиње и прва пилотска школа, у коју стижу изабрани младићи - ваздухопловни ентузијасти из редова српске војске (Александар Дероко, Милорад Поповић, Матеја Хођера, Драгиша Вујић, Петар Булић, Фридрих Рот, Синиша Стефановић и други). Школа је радила непуних месец дана, а њени полазници су, због ратних услова у земљи, упућени на даље школовање у Француску. С аеродрома код Пожаревца пилоти Миодраг Томић и Живојин Станковић су од почетка маја па до краја августа 1915. Године извршили укупно 19 борбених летова извиђајући распоред непријатеља у Банату, у простору између Молдаве и Баваништа. У неким од ових летова су по непријатељској живој сили избациване стрелице и бомбе, које је конструисао атиљеријски пуковник Миодраг Васић.
- У току повлачења српске војске преко Црне Горе и Албаније летео је само пилот Миодраг Томић. Одржавао је везу између штабова армија и Врховне команде, превозио високе официре, пошту и новац.
- По доласку на Крф формирана је нова Аеропланска ескадра на челу са командантом мајором Костом Милетићем.

Сви способни пилоти, извиђачи и механичари ове ескадре су почетком маја 1916. године пребачени у Микро код Солуна, где је формиран нови центар српског ваздухопловства. Ту су убрзо укључени у пет српско-француских ескадрила, које су марта 1916. Године на савезничкој конференцији у Паризу додељене српској војсци као подршка. 
Тих пет ескадрила, познатих као Српска авијатика, било је под командом француског пилота, мајора Рође Витре, ис аеродрома у Вертекопу, Самл и Горгопу су извршавале бројне ратне задатке. Врховна команда је током рата упућивала официре и подофицире на обуку у Француску, док је један део људства обучаван у Солуну за пилоте, извиђаче и механичаре. Тиме је оствариван програм стварања чисто српске ваздухопловних јединица, као језгро будућег сопственог ваздухопловства. Стални недостатак квалификованог српског особља довео је до избора нових 
кандидата за пилотску и извиђачку обуку. У пилотске школе у Француској 14. јуна послати су наредници Агатон Зарић, Миливоје Вукотић, Светозар Ђорђевић, Радисав Лазаревић и Јосиф Антуновић, наредници-ђаци Душан Стојановић,Драгош Адамовић,Светозар Животић,Драгољуб Митровић-Јанковић,Мирослав Крејчик,Душан Милојковић,Орестије Крстић,Сава Симић,Јован Шрепловић и Сергије Мариновић и поднаредници-ђаци Сава Микић,Миодраг Матић,Мића Пржуљевић, Атилије Распор и Ђорђе Мирковић. Овој 
групи је прикључен и редов албанске војске Али Хусеин. На пароброду Помпеа са њима су 
отпутовали и кандидати за извиђаче: капетани II класе Михаило Димитријевић и Милош Стаменковић , поручници Јеврем Симић, Михаило Живковић, Јован Д. Петровић и Душан Степановић, потпоручници Драгутин Савић, Станимир Живковић, Јован Црвенчанин, Александар Живковић, Никола Милетић, Јован Р. Петровић, Радомир Жуњић, Милан Пајић, Јаков Љотић, Лудвик Хлавати, Војислав Спужић, Милош Живановић, Димитрије Узунчевић и Тадија Сондермајер. Будући да је недостатак обучених извиђача у ескадрилама већ постао озбиљан, а да се повратак ове класе није очекивао пре краја године, на захтев Врховне команде од 30. јуна Министарски савет је одобрио да се изабере десет млађих официра са одговарајућим квалификацијама који би извиђачку обуку завршили у ескадрилама Српске авијатике. Одабрани кандидати, артиљеријски капетан I класе Матија Рајнић, пешадијски потпоручници Властимир Адамовић, Душан Павловић, Милорад Матејић, Јаков Ђорђевић, Петар Вукчевић и Јован Пламенац, резервни пешадијски потпоручници Миодраг Јеличић и Милош Дачин, и резервни артиљеријски потпоручник Душан Радовић(пилот) упућени су почетком октобра у извиђачку школу у Тренажном центру Седес, где је обука могла да се спроведе далеко ефикасније него у оперативним јединицама. 
- Поред редовних дејстава у подручју фронта,Врховна команда је користила авионе и за дејства по дубини окупиране територије.
- Бомбардовање Софије 30. септембра 1916.
- 25. октобра 1916. године, авиони из ескадрила Српске авијатике у току операција за пробој Солунског фронта бомбардовали су непријатељске објекте у дубини бугарске територије .[10]